# Викерс Модел Е (тенк)
Викерс Марк Е или Викерс 6-тона био је британски тенк из периода пре Другог светског рата намењен извозу. Имао је велики утицај на развој тенкова у Пољској и Совјетском Савезу.

## Историја
Средњи тенк Викерс Модел Е дизајниран је 1928. као комерцијални производ намењен извозу. Иако није прихваћен од војске Велике Британије, широко је извожен у стране земље:
- 1930. СССР је купио 15 комада тип А и лиценцу за производњу типа Б, који су послужили као основа за производњу Т-26, најбројнијег тенка у свету 30-их година.
- 1932. Пољска је купила 38 комада (16 тип А и 22 тип Б): ови тенкови учествовали су одбрани Пољске 1939. и послужили су као основа за производњу тенкова 7ТП.
- други увозници 1933-1938. били су Краљевина Сијам (30), Република Кина (20), Боливија (3), Финска (26) Бугарска (8), Грчка (4) и Португалија (2).[1]

## Карактеристике
Постојале су две основне верзије Модела Е: двокуполни (тип А) наоружан митраљезима са покретљивошћу од 100 степени, и једнокуполни (тип Б) наоружан кратким Викерсовим топом од 3 фунте (47 mm) и спрегнутим митраљезом. Радио-уређаји стављани су по жељи купца. Посада је имала 2 или 3 члана зависно од модела. Тип Б био је добро избалансиран тенк за своје време (почетак 30-их година), али је до 1939. већ очигледно застарео.

### У борби
Викерс Модел Е коришћен је успешно од стране Тајланда у рату против Вишијевске Француске (1941) и неуспешно од стране Пољске током немачке инвазије (1939) и Финске у Зимском рату (1940).